# Dan X (Stasi)
Dan X je v Stasijevi terminologiji označeval dan, ko naj bi državno ali partijsko vodstvo razglasilo krizo, nato pa bi pripadniki Stasija zaprli politično nevarne Vzhodno Nemce.
Uslužbenci Stasija v 211 lokalnih uradih bi morali na ukaz odpreti do-tedaj zapečatene ovojnice, v katerih so bili seznami ljudi, ki jih je treba nadzorovati, aretirati in zaprti; na področju celotne Vzhodne Nemčije naj bi tako zaprli 85.939 ljudi. Navodila so bila zelo natančna; za vsakega bodočega zapornika so imeli popolni seznam podatkov (kje živi, načrt stanovanja, velikost,...). Ko bi jih aretirali (do 840 ljudi v dveh urah), bi jih prepeljali v zapore in posebna taborišča; ko bi bila ta zapolnjena, bi zasegli in uporabili bivša koncentracijska taborišča iz druge svetovne vojne, šole, bolnišnice, počitniške domove,...
Celotna operacija je bila zelo natančno opredeljana, saj so predvideli, kaj lahko aretiranci prinesejo s seboj, kaj bodo imeli oblečeno, določene so bile oznake za hierarhijo zapornikov,...